# Herman Roegiers
Herman François Marie Raymond Roegiers (Oosteeklo, 26 april 1886 – 5 april 1969) was een Belgisch brouwer en gemeentelijk politicus.
Hij stamde uit een familie van brouwers, zijn grootvader Angelus Roegiers stichtte in 1840 brouwerij Het Kasteel in Oosteeklo. Na de Eerste Wereldoorlog was hij een van de stichters van brouwerij Krüger in Eeklo.
In de gemeentepolitiek was hij ook actief, in 1933 volgde hij namelijk zijn vader Raymond op als burgemeester van Oosteeklo. Hij oefende dit mandaat uit tot 1944. Later werd zijn zoon Willy ook burgemeester.
Roegiers was gehuwd met Evelyne Thuysbaert (1891-1966).